# Rudolf Beneke

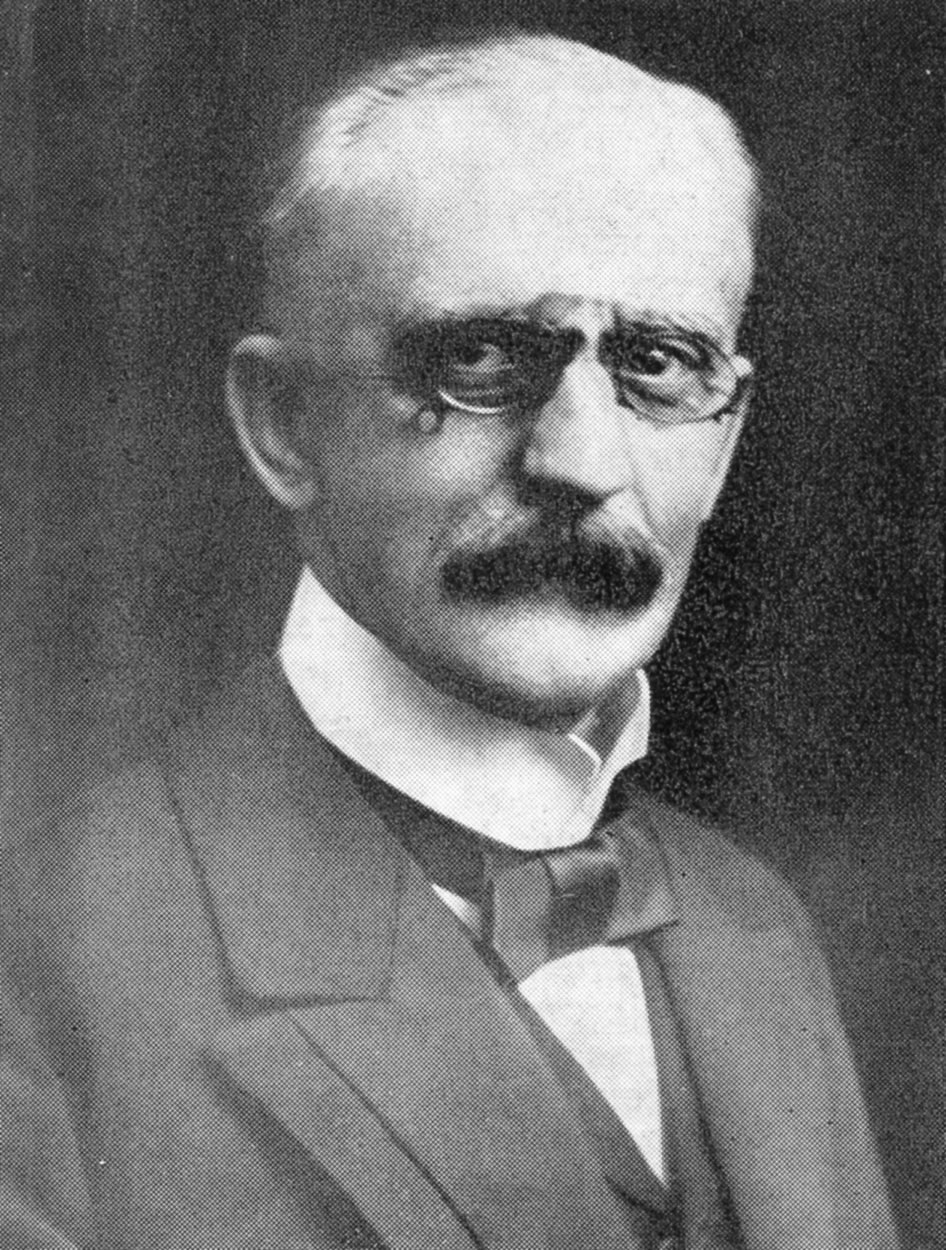
Rudolf Beneke, 1916

Rudolf Carl August Caesar Beneke (* 22. Mai 1861 in Marburg; † 1. April 1946 ebenda) war ein deutscher Mediziner und Hochschullehrer. Er war Lehrstuhlinhaber für Pathologie an den Universitäten Königsberg und Marburg.

## Leben
Beneke war der Sohn des Geheimen Medizinalrates und Marburger Universitätsprofessors Friedrich Wilhelm Beneke (1814–1882) und dessen Ehefrau Süsette, geborene Sengstack. Nach dem Besuch des Gymnasiums in Marburg nahm er ein Medizinstudium an der dortigen Universität auf, später wechselte er an die Universitäten Tübingen, Leipzig und Straßburg. Nachdem er im Wintersemester 1884 das Staatsexamen abgelegt hatte, wurde er Anfang 1885 in Straßburg zum Dr. med. bei Friedrich Daniel von Recklinghausen promoviert. Das Dissertationsthema lautete Von den hyalinen Degeneration der glatten Muskulatur. Anschließend war er dort bis 1886 als Assistent am Pathologischen Institut.
1886 wurde Beneke Assistent an der Pathologischen Anatomie und Allgemeinen Pathologie an der Universität Leipzig. Hier habilitierte er sich bei Arthur Birch-Hirschfeld 1890 mit einer Arbeit über die Ursachen der Thrombose.
Im Jahre 1890 erfolgte seine Ernennung zum Prosektor am Herzoglichen Krankenhaus in Braunschweig. Gleichzeitig wirkte er als Privatdozent an der Universität Göttingen bei Johannes Orth. 1897 wurde er Gründungsmitglied der Deutschen Pathologischen Gesellschaft anlässlich einer Tagung der deutschen Naturforschere und Ärzte – zusammen mit Rudolf Virchow und Daniel von Recklinghausen, sowie Emil Ponfick.
1903 wurde Beneke zum ordentlichen Professor und gleichzeitig zum Direktor des Pathologisch-Anatomischen Instituts der Universität Königsberg in Ostpreußen ernannt.
Hier erfreute er sich großer Beliebtheit, pflegte private Kontakte zu seinem Vorgänger am Institut, Ernst Christian Neumann, dem er dann auch zwei Nachrufe widmete.
Am seinerzeit bescheidenen Pathologischen Institut modernisierte Beneke sofort 1903 den Demonstrationssaal des Instituts, der danach zwei Obduktionstische besaß. um das internationale bekannte Institut, an dem die Blutstammzelle erstmals beschrieben worden war, auf einen baulich modernsten Stand zu bringen. Benekes bekanntester Mitarbeiter waren Max Askanazy und Ernst Walkhoff. Beneke forschte über Gewebeveränderungen auf äußere und mechanische Reize, z. B. über die Rolle von Gewebsflüssigkeiten generell auf die Ausbildung von Kapillaren bzw. deren Flussveränderungen in der Embryogenese auf angeborene Herzfehler. Auch befasste er sich in diesem Zusammenhang mit der Spondylosis deformans („Spondylitis deformans“), deren Natur er bereits 1897 in Braunschweig begonnen hatte aufzuklären. In der dreijährigen Königsberger Zeit hat er 15 Veröffentlichungen herausgegeben.
1906 nahm er die Möglichkeit wahr, in seine Geburtsstadt Marburg zurückzukehren. In Marburg wurde er ordentlicher Professor für Pathologische Anatomie und Allgemeine Pathologie und für Geschichte der Medizin. Gleichzeitig war er Direktor des Pathologischen Instituts. Fünf Jahre später wechselte er in diesen Funktionen an die Universität Halle, wo er 1912 zum Geheimen Medizinalrat ernannt und im Jahre 1927 emeritiert wurde. Im Ruhestand kehrte er wieder nach Marburg zurück, wo er 1946 starb.
Am 10. August 1911 wurde Rudolf Beneke als Mitglied (Matrikel-Nr. 3334) in die Deutsche Akademie der Naturforscher Leopoldina aufgenommen.

## Orden und Ehrenzeichen
- Roter Adlerorden

## Veröffentlichungen (Auswahl)
- Zur Lehre von der Spondylitis deformans. In: Beiträge zur wissenschaftlichen Medizin. Bruhn, Braunschweig 1897, S. 109 ff.
- Entstehung der kongenitalen Atresie der großen Gallengänge nebst Bemerkungen über den Begriff der Abschnürung. Verlag Koch, Marburg 1907.
- Johann Christian Reil. Gedächtnisrede am 22. November 1913 bei der von der Friedrichs-Universität veranstalteten Erinnerungsfeier für den vor 100 Jahren Dahingeschiedenen. Nebst 4 bisher ungedruckten Aufsätzen Reils. Verlag Max Niemeyer, Halle 1913.
- Johann Friedrich Meckel der Jüngere. Max Niemeyer Verlag, Halle (Saale) 1934, urn:nbn:de:bsz:14-db-id18595327804.
- Zur Erinnerung an Karl Joseph Eberth. J. F. Lehmann, München 1935.
- Ernst Neumann’s „Fibrinoide Degeneration“ bei Endocarditis verucosa. In: Schweizerische Medizinische Wochenschrift. Jahrgang 65, Nr. 14, 1935, S. 313.